# سنتز کوری–هوس
سنتز کوری–هوس (به انگلیسی: Corey–House synthesis) (که با نام واکنش کوری–پوسنر، وایتسایدز–هوس (به انگلیسی: Corey–Posner, Whitesides–House reaction) نیز شناخته می‌شود) یک واکنش شیمیایی در شیمی آلی است که در آن یک لیتیم دی‌آلکیل کوپرات با یک آلکیل هالید واکنش می‌دهند و یک آلکان جدید، یک لیتیم هالید و یک ترکیب آلی مس دار را به وجود می‌آورند. این واکنش به‌طور مشترک توسط چهار شیمیدان به نام‌های جرج ام. وایتسایدز، الیاس کوری، گری پوسنر و هربرت هوس مورد مطالعه و بررسی قرار گرفته است.
R2CuLi + R'-X → R-R' + RCu + LiX